# Залив Владимира
Зали́в Влади́мира — залив Японского моря на юго-востоке Приморского края. Бухты Северная, Средняя и Южная являются внутренними гаванями залива.

## История

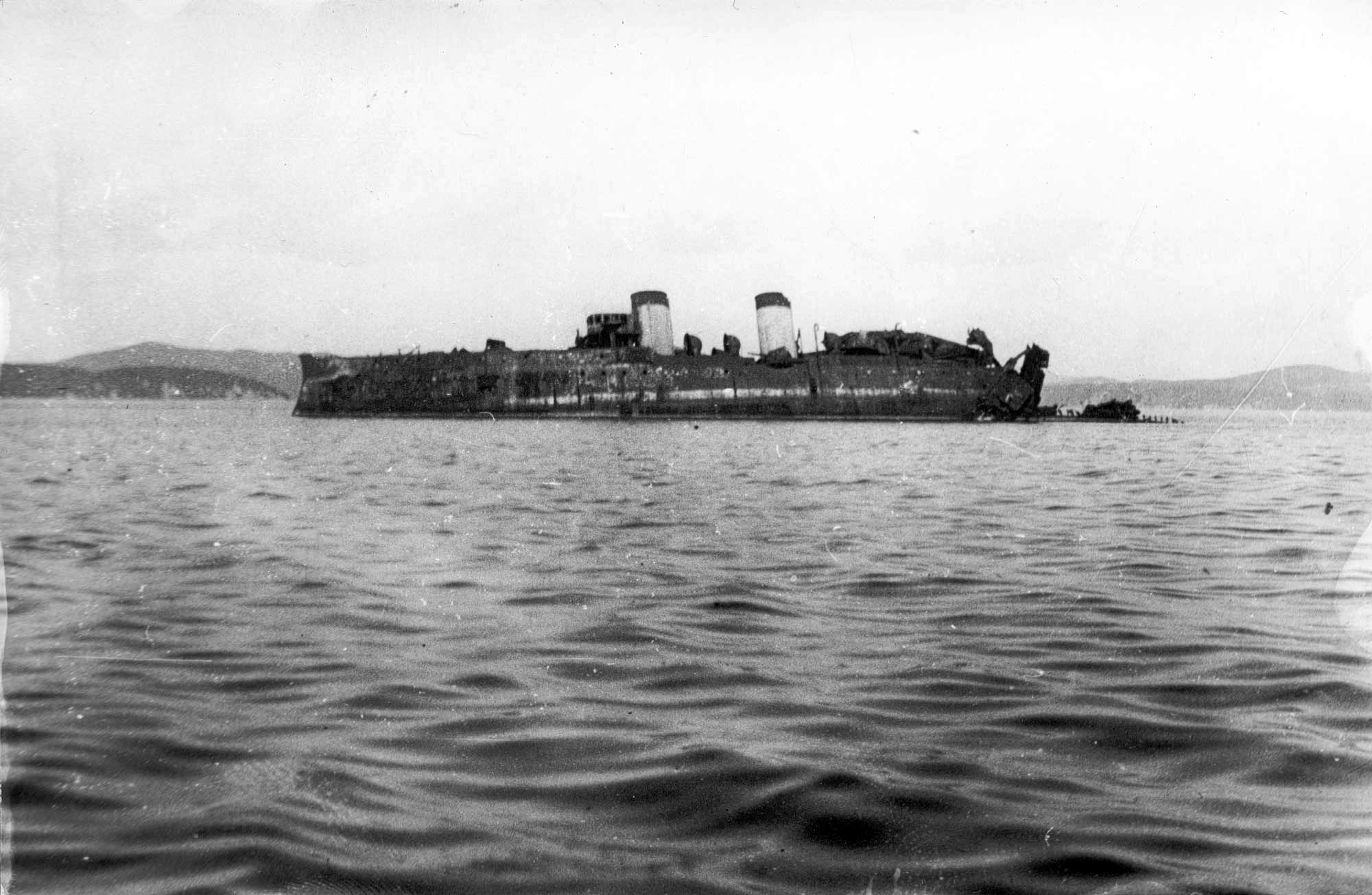
Взорванный крейсер «Изумруд», 1905 год.

Предположительно залив впервые обнаружен с английских кораблей HSM Winchester («Винчестер») и HMS Barracouta («Барракуда») ранее 1856 года.
Русскими моряками открыт 15 (27) июля 1857 года с пароходо-корвета «Америка» под командованием Н. М. Чихачёва во время перехода миссии графа Е. В. Путятина в Тяньцзинь. В шканечном журнале была сделана запись: «Portus St Wladimiri a Rassis primuna inventus et in possion em asseptus est A D 1857 Julin 15 die». По этому случаю был установлен крест на возвышенности южного мыса залива (позже назван полуостров Ватовского).

«По случаю наступающего дня памяти Св. Владимира я назвал открытую нами бухту портом Святого Владимира и на одном из заметных мысов поставил дубовый крест: в сделанной на нём латинской надписи сказано, что гавань сия открыта впервые русскими и принята ими во владение с обозначением наименования и её географического положения»
— Из письма Е. В. Путятина контр-адмиралу П. В. Казакевичу, военному губернатору края, 1857 год
Работы по описи и промеру залива возглавил штурман пароходо-корвета корпуса флотских штурманов (КФШ) поручик А. М. Чудинов. Он определил географическое положение и произвёл глазомерную съёмку.
Мыс Кузьмина был открыт в 1857 году экипажем пароходокорвета «Америка» и тогда же назван по фамилии штурмана корабля прапорщика Корпуса флотских штурманов Алексея Степановича Кузьмина (1830—?).
В июне 1860 года залив обследован экспедицией гидрографа КФШ подполковника В. М. Бабкина на шхуне «Восток», в частности исследованы береговые партии, мыс Баратынского, мыс Орехова — западный выступ полуострова Ватовского и восточный входной мыс в бухту Южная.
Весной 1905 года после Цусимского сражения и прорыва окружения, крейсер «Изумруд» зашёл в залив, но сел на камни у мыса Орехова. Чтобы крейсер не достался неприятелю, командир капитан 2-го ранга В. Н. Ферзен приказал его взорвать.

## География и гидрография залива Владимира
Залив Владимира расположен севернее залива Ольги, вдаётся в гористый северо-западный берег Японского моря (Приморский край) между мысом Ватовского на юге и расположенным в 1,4 мили к северу от него мысом Балюзек (ширина входа в залив около 2600 м). С юга вход в залив ограничен полуостровом Ватовского, с севера — полуостровом Балюзек. Полуостровом Рудановского, выступающим от западного берега, залив Владимира делится на две части: северную и южную. Северная часть называется бухтой Северная, а южная — бухтой Южная. Непосредственно к западу от полуострова Рудановского в западный берег залива вдаётся бухта Средняя, или Западная.
На мысе Балюзек расположен маяк.
Берега залива образованы склонами прилегающих к нему сопок, понижаются к заливу и обрываются к воде в виде скалистых отвесных утёсов. Берег — пологий и песчаный только в местах выхода к заливу долин рек и ручьёв, сильно расчленяющих прибрежный рельеф.
Грунт у входа в залив Владимира песок, а в бухтах его преимущественно ил, местами встречается гравий, камень и песок.
Глубины в заливе Владимира превышают 20 метров.

### Бухта Южная

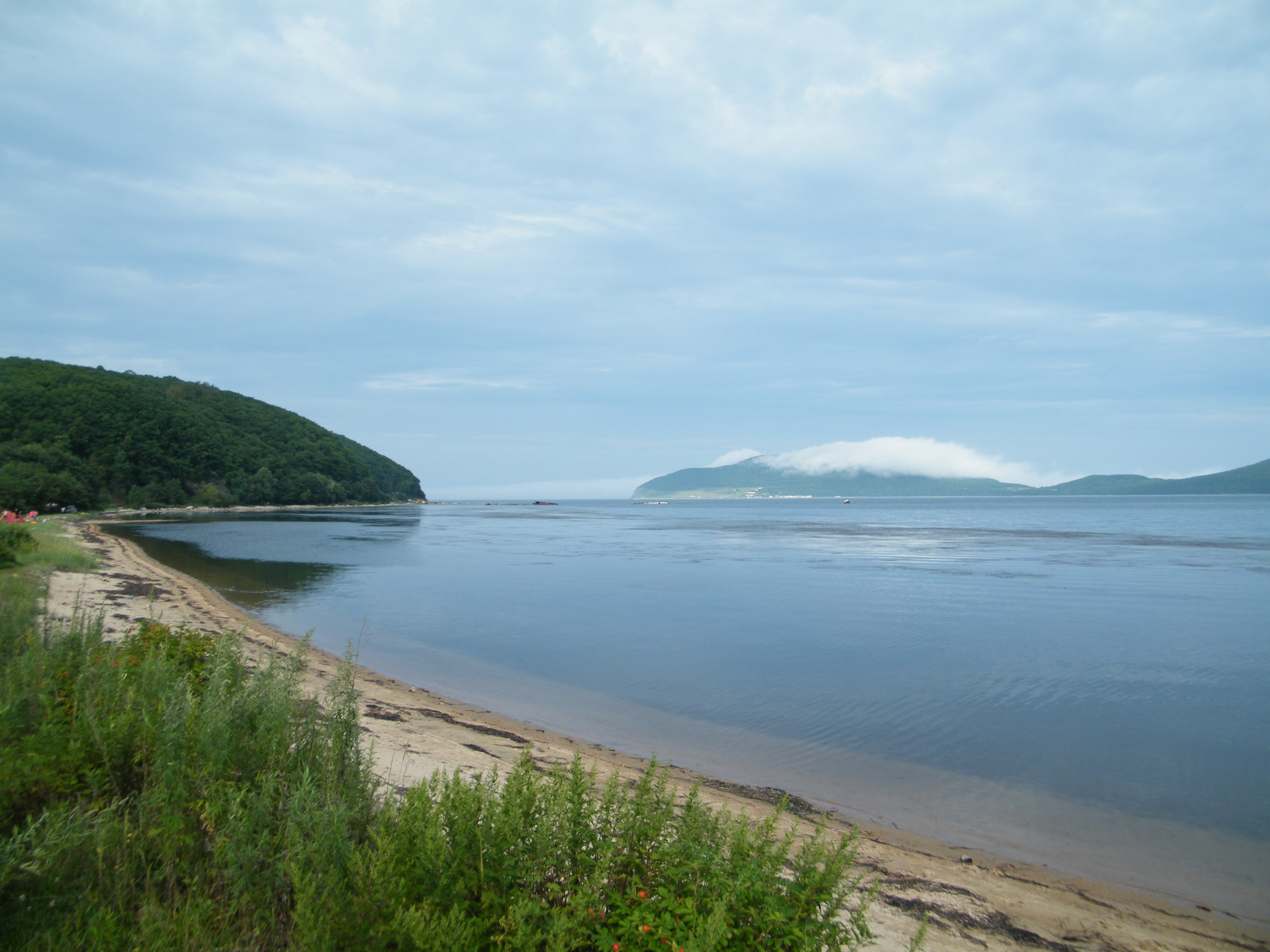
Бухта Южная, слева — полуостров Рудановского, справа — полуостров Ватовского и посёлок Нордост.

Сразу на въезде с автомобильной дороги находится посёлок Тимофеевка, посёлок Нордост расположен на мысе Ватовского.
В вершину бухты впадает река Тимофеевка.
В районе бухты Южная имеется пресноводное озеро Пресное.

### Бухта Средняя или Западная

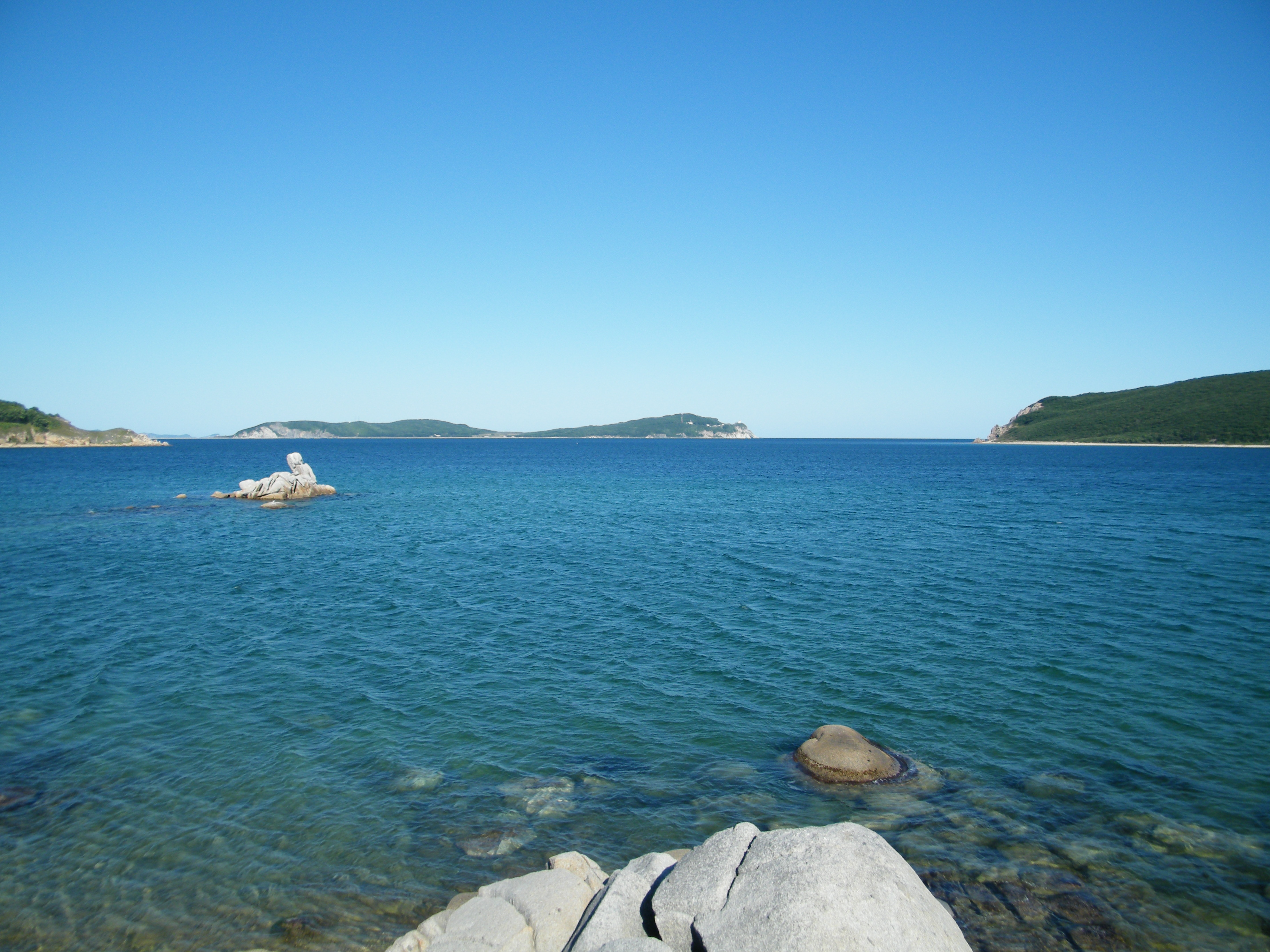
Бухта Средняя

Отделена от бухты Южная невысоким горным перевалом, населённые пункты на берегу отсутствуют.
Бухта мелководная, навигационного значения не имеет. В акватории осуществляется промышленный лов рыбы сейнерами.
В летнее время пользуется популярностью у отдыхающих. Достопримечательность — нагромождение огромных гранитных валунов на берегу. В вершину бухты впадает ручей с питьевой водой, ширина в устье до 5 метров.
В нескольких метрах правее устья ручья находятся два створных знака, обозначающих фарватер между мысами Балюзек и Ватовского (вход из Японского моря в акваторию залива, в бухты Северная и Южная корабли входят уже по другим створам).

### Бухта Северная

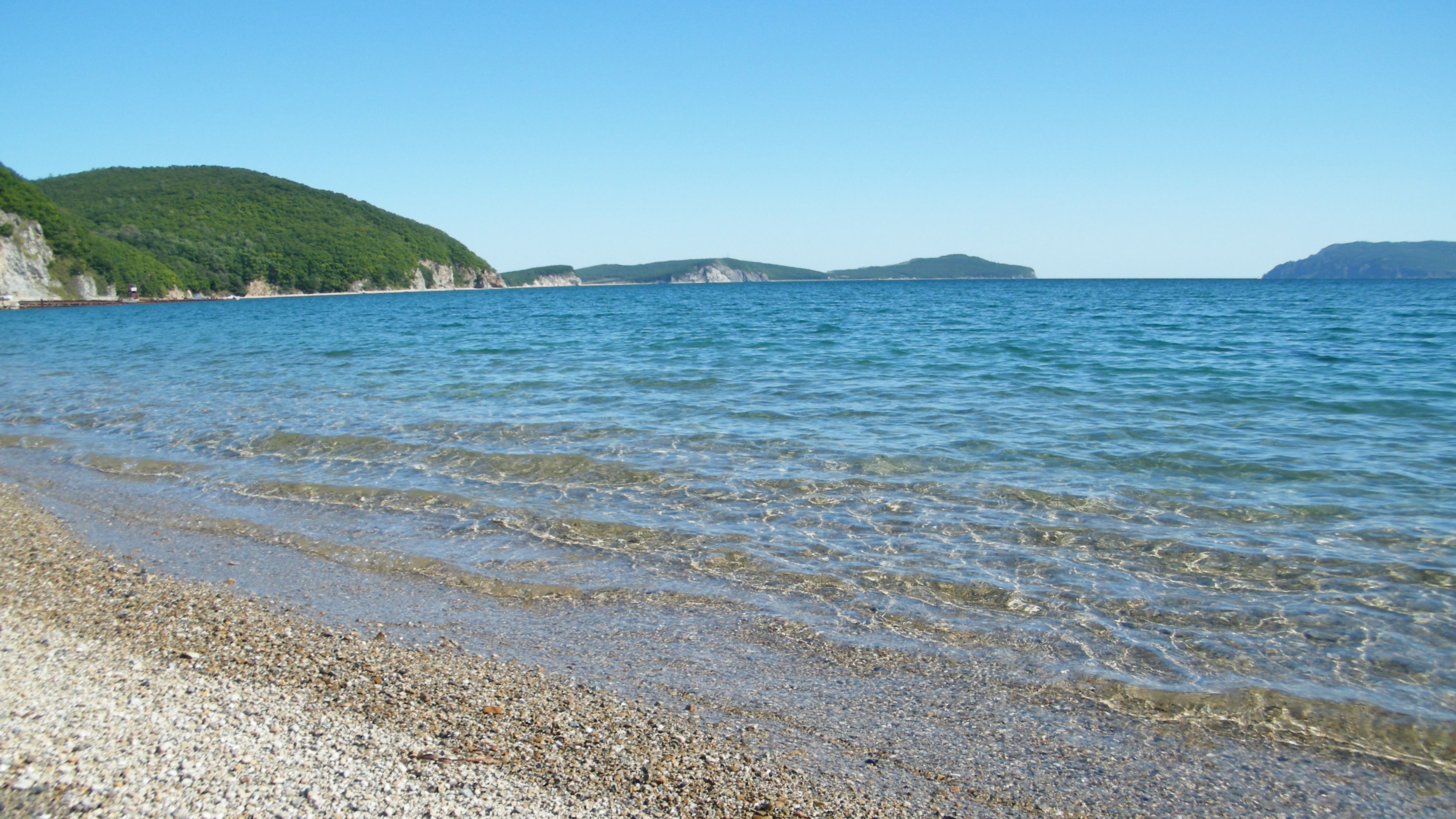
Бухта Северная и полуостров Балюзек.

Бухта Северная отделена от бухты Средняя невысоким горным перевалом.
Населённые пункты — посёлок Ракушка и село Весёлый Яр.
Между ними протекает река Тумановка (с правым притоком Мокруша), впадает в вершину бухты. Реки имеют нерестовое значение.
Берег Северной бухты у села Весёлый Яр сложен из мелкого гравия розового цвета, в котором легко застревают автомобили.

## Населённые пункты, транспорт и связь
Акватория залива Владимира и населённые пункты на его берегах относятся к Ольгинскому району Приморского края.
История образования населённых пунктов:
- 1907 год — село Весёлый Яр
- 1932 год — посёлок Тимофеевка
- 1934 год — посёлок Норд-Ост
- 1936 год — посёлок Ракушка

Осуществляется автобусное сообщение с районным центром — посёлком Ольга.
Сотовая связь в населённых пунктах на осень 2011 года — НТК и МегаФон.

## Хозяйственное значение

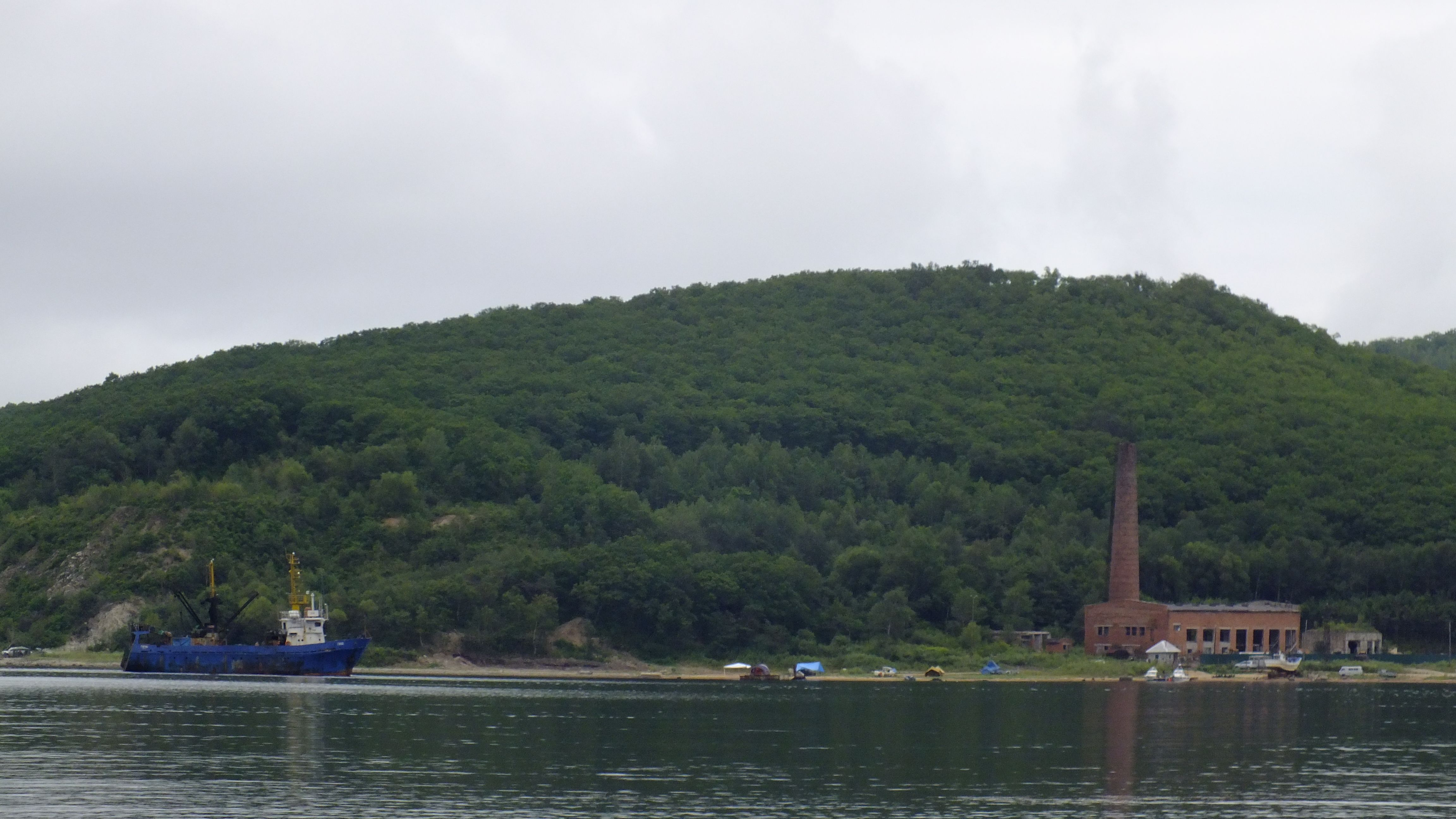
Траулер подходит к причалу посёлка Ракушка.

- Залив Владимира является местом базирования Тихоокеанского флота ВМФ России, вход гражданским судам в залив запрещён. Гражданские суда (в том числе и иностранные) могут входить в залив Владимира только при получении штормового предупреждения.
  - До середины 1990-х годов посещение населённых пунктов — только по специальному разрешению.
- Рыболовство, лов кальмаров.
  - На реке Мокруша в осеннее время организуется лицензионный лов кеты.
- В селе Весёлый Яр построен агаровый завод.
- Залив Владимира является местом летнего отдыха.
- На мысе Балюзек находится детский лагерь межрайонного значения.

## Достопримечательности

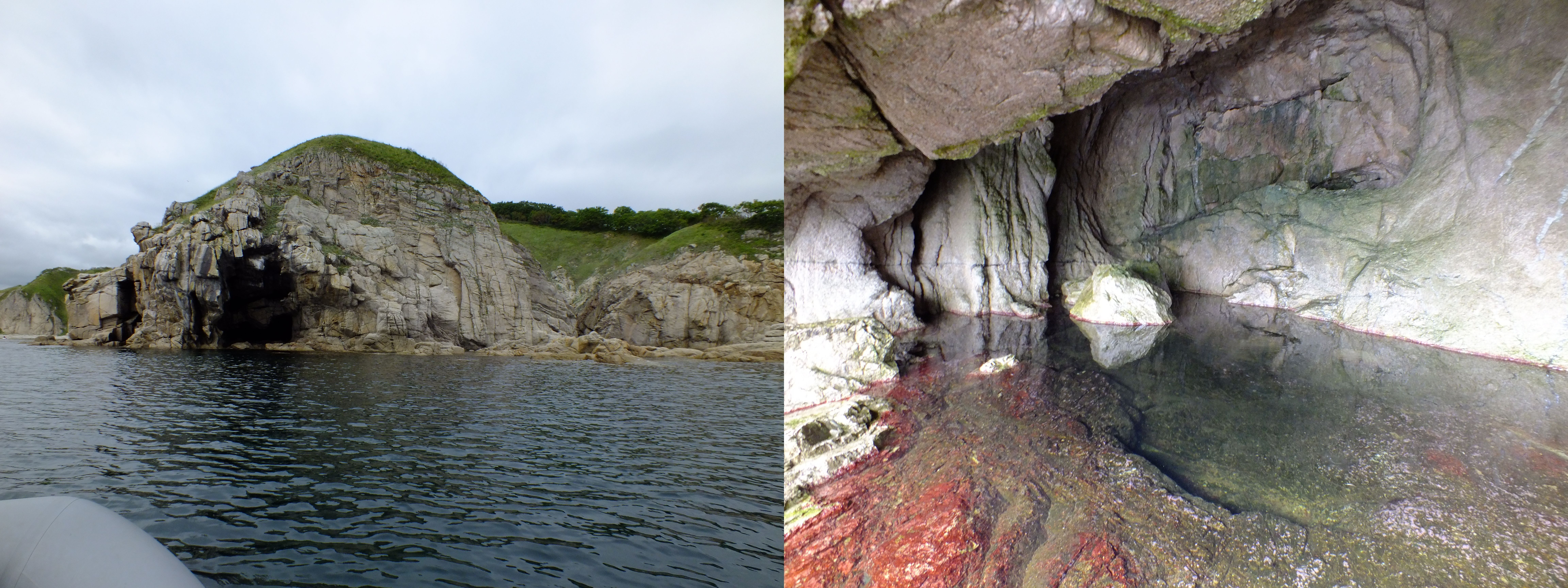
Большой грот, а в нём — озеро

- Грот с озером на берегу между бухтами Северная и Средняя[6].
- В верховьях реки Мокруша находится Мокрушинская пещера (самая большая в Приморье), являющаяся памятником природы национального значения.
- Затопленный крейсер «Изумруд» является местом посещения дайверов.

## Фотографии

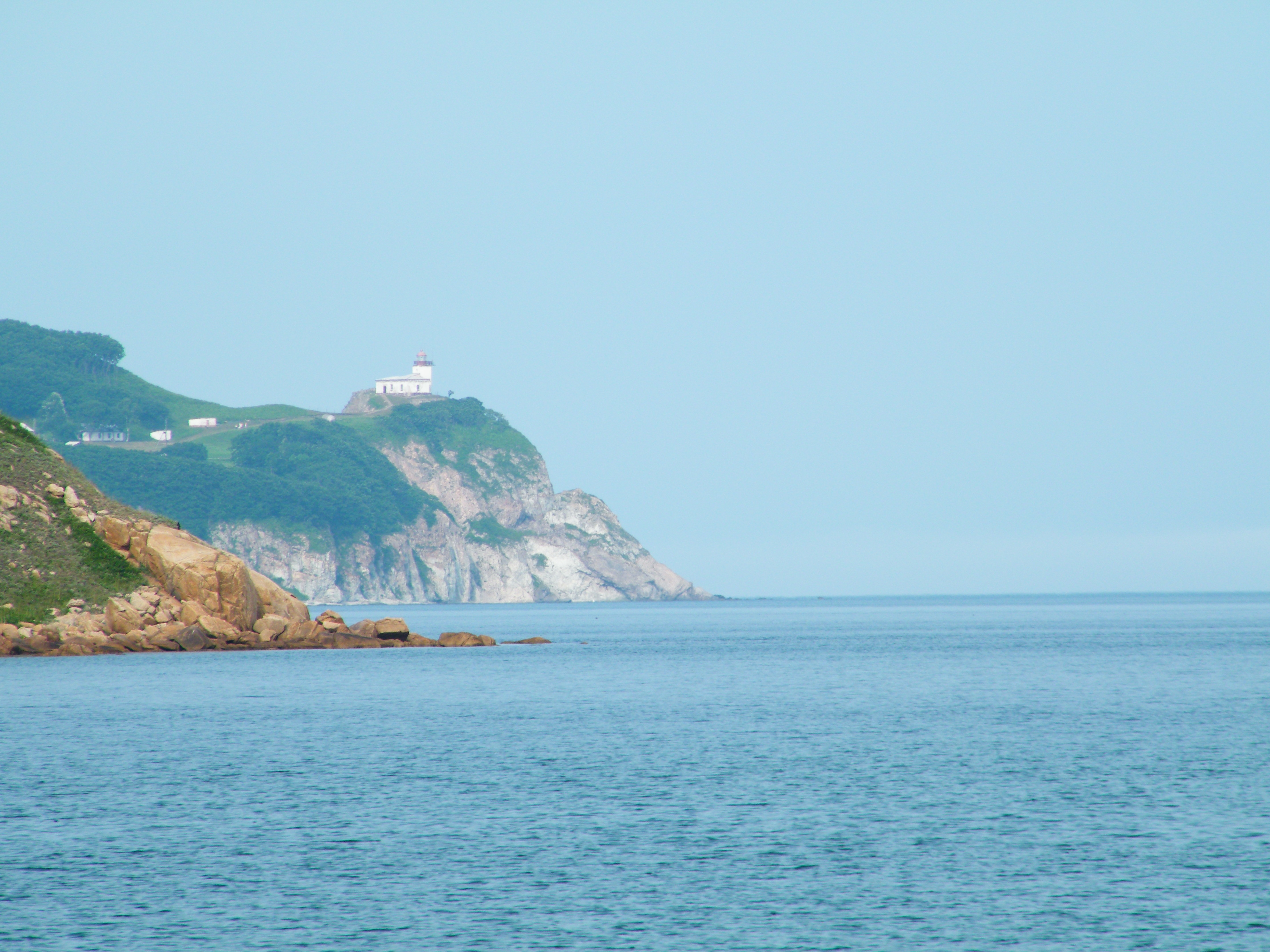
Мыс Балюзек.
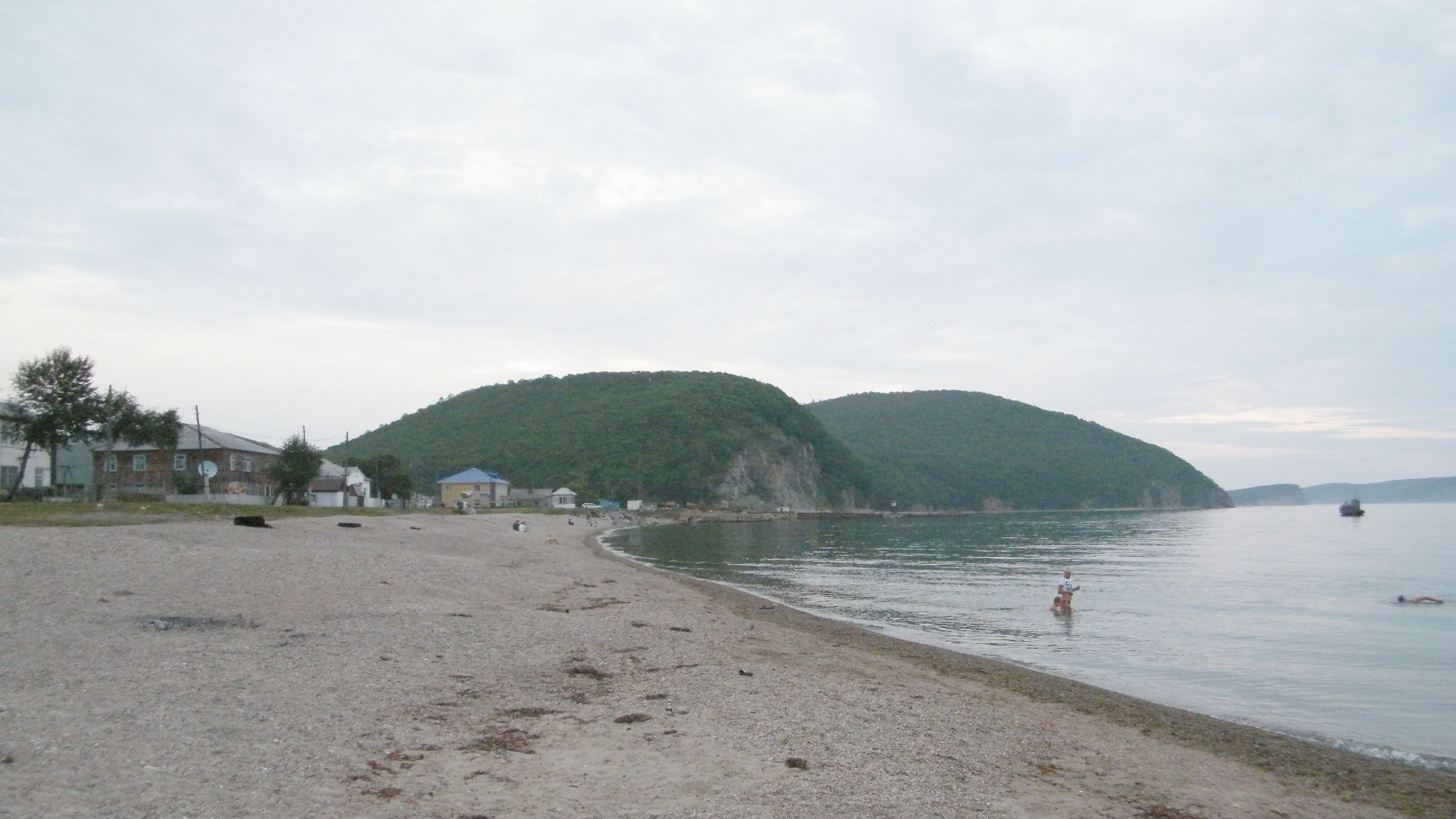
Бухта Северная. Село Весёлый Яр.
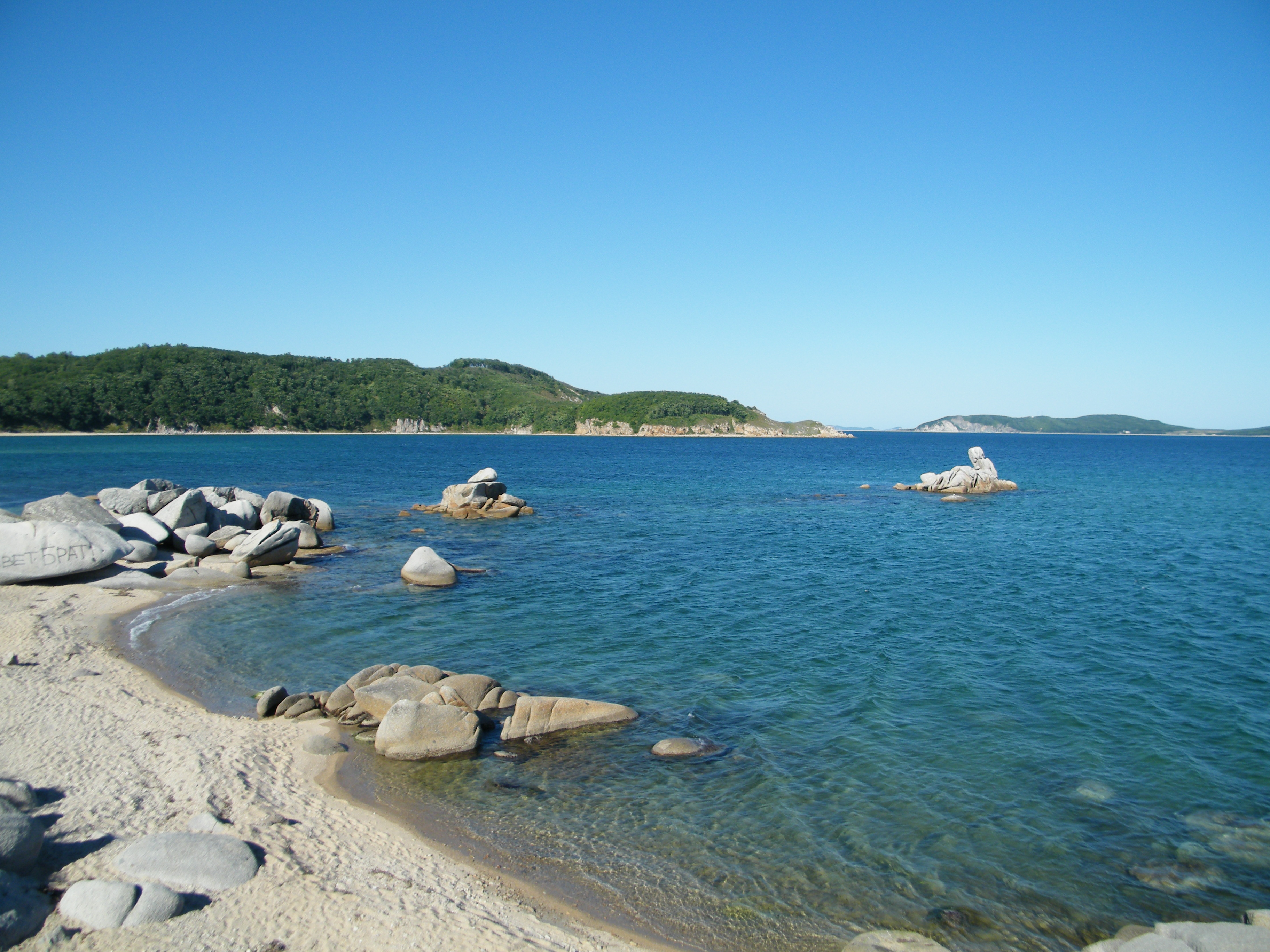
Бухта Средняя. Нагромождение валунов.
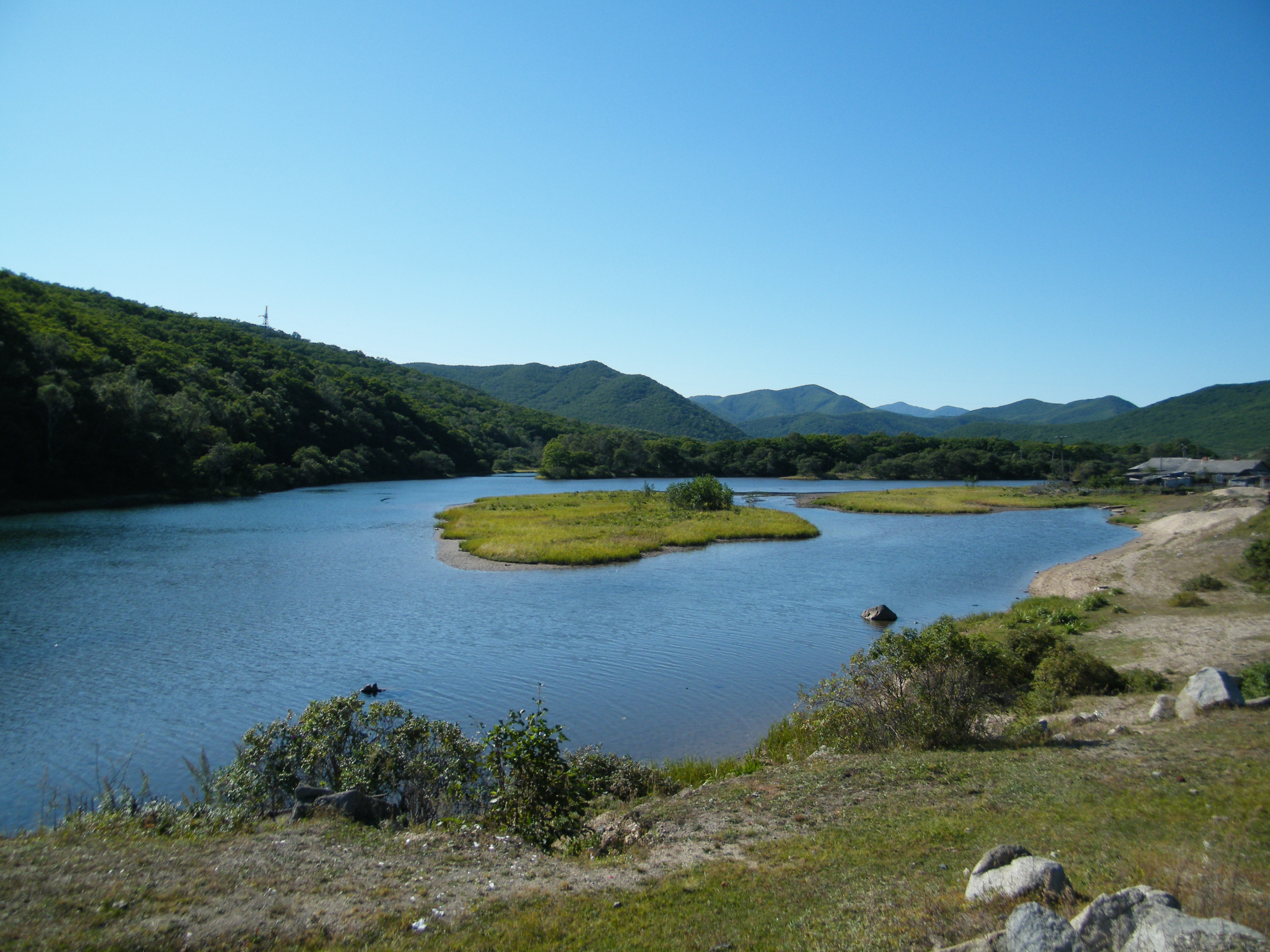
Река Тумановка.
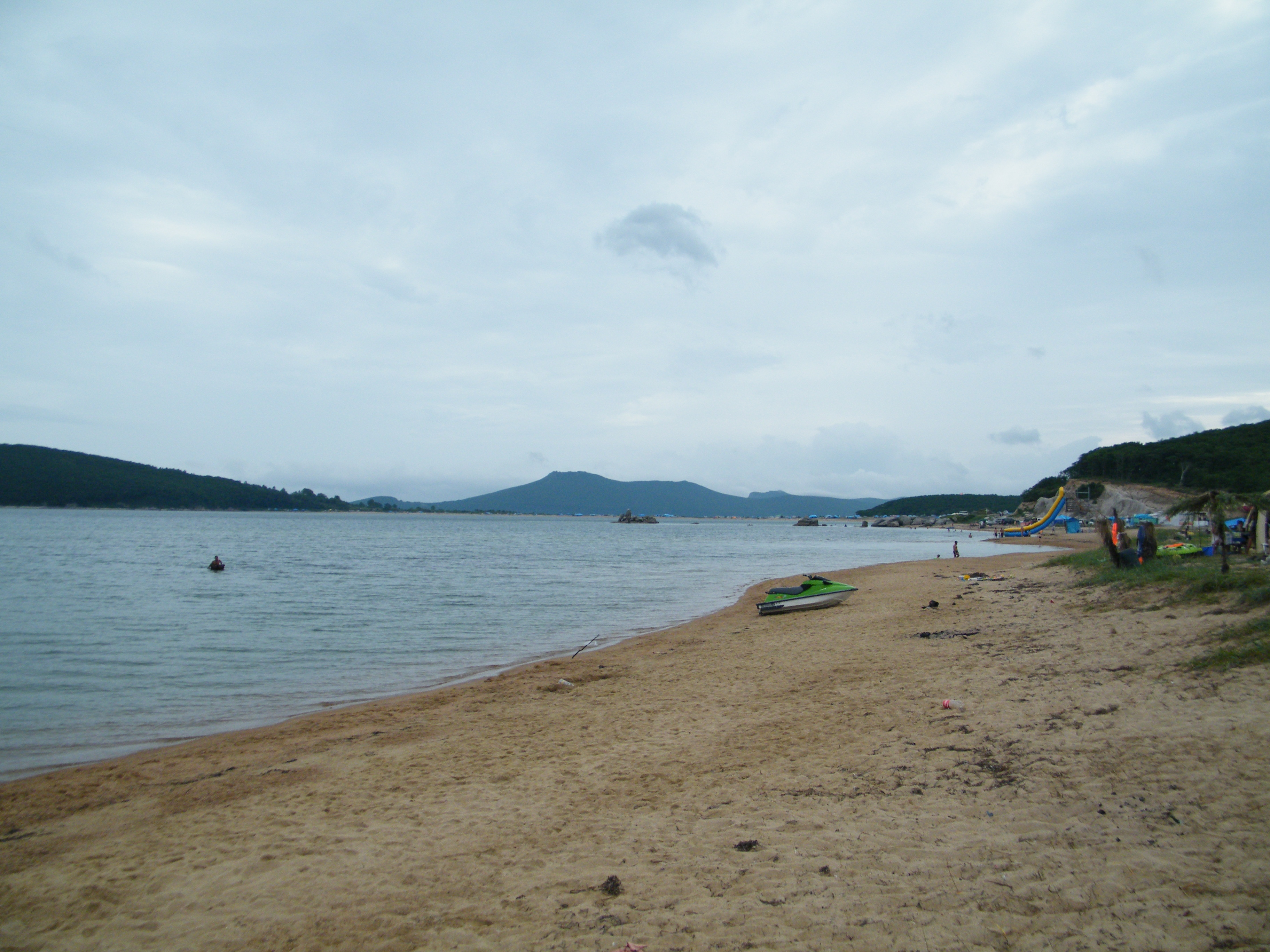
Пляж в бухте Средняя.